# EYA1
EYA1‏ (EYA transcriptional coactivator and phosphatase 1) هوَ بروتين يُشَفر بواسطة جين EYA1 في الإنسان.